# François-Camille Duranti-Lironcourt
François-Camille Duranti de Lironcourt (* 9. Oktober 1733 in Paris; † 15. Juli 1802 in England) war ein französischer Geistlicher. Er war der letzte Bischof von Betlehem-Clamecy.

## Leben
François-Camille Duranti de Lironcourt war ein Sohn des Diplomaten Jacques-Antoine Durand de Lironcourt (1705–1755) und der ältere Bruder des Schiffsbauingenieurs Gustave-Adolphe Duranti de Lironcourt (* 1743)
Er war Ehrendomherr und Generalvikar der Diözese Laon und seit dem 4. April 1773 Kommendatarabt von Sainte Madeleine de Châteaudun in der Diözese Chartres, außerdem Almosenier (Beichtvater) der Prinzessin Sophie von Frankreich (Tochter König Ludwigs XV.).
Im August 1777 vom Herzog von Nevers als Bischof von Bethlehem in Clamecy präsentiert und vom König statt der Abtei Châteaudun mit der Abtei La Rivour in der Diözese Troyes ausgestattet (25. Januar 1778), erhielt er am 26. April 1778 in Paris die Bischofsweihe und legte am 29. April den Treueid vor dem König ab. Seine Bischofskirche in Clamecy ließ er durch einen Stellvertreter in Besitz nehmen.
Nachdem die Revolutionsregierung sein Bistum aufgehoben und der Diözese Nevers zugeschlagen hatte, emigrierte er 1792 nach England. Den vom Konkordat von 1801 zwischen Napoleon und Papst Pius VII. geforderten Rücktritt verweigerte er. Er starb bald danach.